# Сотниково (Фатежский район)
Сотниково (устар. Архангельское на Гниловодье, Гниловод-Архангельское) — село в Фатежском районе Курской области России. Входит в состав Банинского сельсовета.

## География
Село находится на реке Гниловодчик (левый приток Усожи в бассейне Свапы), в 112 км от российско-украинской границы, в 50 км к северо-западу от Курска, в 10 км к северо-востоку от районного центра — города Фатеж, в 8 км от центра сельсовета — посёлка Чермошной.
Климат
Сотниково, как и весь район, расположено в поясе умеренно континентального климата с тёплым летом и относительно тёплой зимой (Dfb в классификации Кёппена).
| Показатель                                                                      | Янв. | Фев. | Март | Апр. | Май  | Июнь | Июль | Авг. | Сен. | Окт. | Нояб. | Дек. | Год  |
| ------------------------------------------------------------------------------- | ---- | ---- | ---- | ---- | ---- | ---- | ---- | ---- | ---- | ---- | ----- | ---- | ---- |
| Средний суточный максимум, °C                                                   | −4,5 | −3,7 | 2,1  | 12,5 | 18,9 | 22,2 | 24,9 | 24,1 | 17,7 | 10,1 | 2,9   | −1,5 | 10,5 |
| Средняя температура, °C                                                         | −6,6 | −6,1 | −1,4 | 7,7  | 14,3 | 18   | 20,6 | 19,6 | 13,6 | 6,9  | 0,8   | −3,4 | 7,0  |
| Средний суточный минимум, °C                                                    | −9,1 | −9,1 | −5,4 | 2,2  | 8,8  | 12,6 | 15,6 | 14,5 | 9,5  | 3,7  | −1,5  | −5,6 | 3,0  |
| Норма осадков, мм                                                               | 52   | 45   | 46   | 51   | 62   | 75   | 79   | 59   | 62   | 60   | 48    | 50   | 689  |
| Источник: Погода по месяцам c ru.climate-data.org(дата обращения: Октябрь 2021) |      |      |      |      |      |      |      |      |      |      |       |      |      |

Часовой пояс
Село Сотниково, как и вся Курская область, находится в часовой зоне МСК (московское время). Смещение применяемого времени относительно UTC составляет +3:00.

## История
До в 1830 г. в селе находился храмовый приход в честь Архистратига Михаила, в честь которого и называли село Архангельское (XVI—XVIII вв.) К 1828 году в состав прихода входили три деревни: Брехово, Жердево и Даниловка.
В 1830 г. на средства местной помещицы, дворянки Веры Петровны Заикиной, была построена деревянная с колокольней церковь в честь Успения Божией Матери. При храме находилась деревянная сторожка, деревянный дом, пожертвованный 21 сентября 1900 года для церковно-приходской школы.
При храме располагались Жердевская церковно-приходская школа, Жердевская министерская школа, Жердевская земская школа, Бреховское министерское училище и Архангельская земская школа.
15 июня 1904 года от удара молнии деревянный храм сгорел. Сельским приходом было принято решение восстановить храм. В том же году на новом месте была построена новая деревянная церковь в честь святых Кирилла и Мефодия, а на месте сгоревшего — церковь во имя Успения Божией Матери. Обе церкви были однопрестольные.
По решению президиума облисполкома от 17 июня 1935 г. церковь была закрыта на снос. В настоящий момент Успенского прихода не существует. На месте Успенского храма установлен памятный крест.

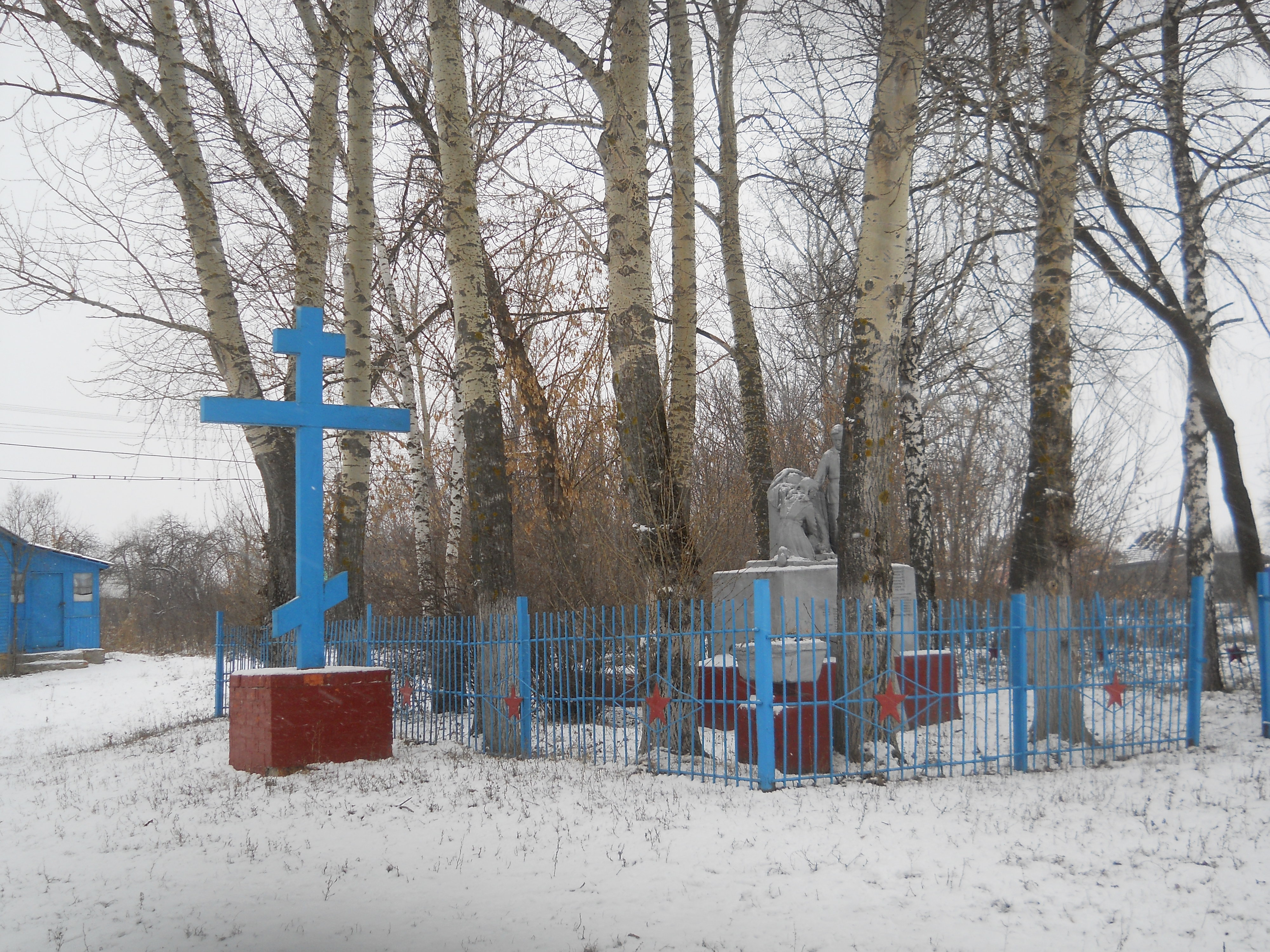
Памятный крест на месте Успенского храма

## Население
| 2002 | 2010 |
| ---- | ---- |
| 556  | ↘377 |

## Инфраструктура
Личное подсобное хозяйство. В селе 223 дома.

## Транспорт
Сотниково находится в 7 км от автодороги федерального значения М2 «Крым» (Москва — Тула — Орёл — Курск — Белгород — граница с Украиной) как часть европейского маршрута E105, в 6 км от автодороги регионального значения 38К-002 (Верхний Любаж — Поныри), на автодорогe межмуниципального значения 38Н-252 (М-2 «Крым» — Сотниково), в 21 км от ближайшей ж/д станции Возы (линия Орёл — Курск).
В 173 км от аэропорта имени В. Г. Шухова (недалеко от Белгорода).

## Достопримечательности
- При Сотниковской Основной Общеобразовательной школе Имени Героя Советского Союза Телевинова А. Р. действует музей[10].
- Памятник В. И. Ленину — установлен в 1971 г.
- Братская могила павших воинов, где захоронено 64 бойца Красной Армии, умерших от ран летом 1943 года в госпитале, находившемся в деревне Брёхово.

## Персоналии
- Иеросхимонах Василий (Кишкин) — священнослужитель Русской православной церкви, иеромонах, прославленный в лике святых, преподобный.
- Телевинов Анатолий Романович — Герой Советского Союза
- Псурцев Дмитрий Павлович — художник, член Союза художников России